# チェプラーノ
チェプラーノ（伊: Ceprano）は、イタリア共和国ラツィオ州フロジノーネ県にある、人口約8,000人の基礎自治体（コムーネ）。

## 地理

### 位置・広がり

#### 隣接コムーネ
隣接するコムーネは以下の通り。
- アルチェ
- カストロ・デイ・ヴォルシ
- ファルヴァテッラ
- ポーフィ
- リーピ
- サン・ジョヴァンニ・インカーリコ
- ストランゴラガッリ

### 気候分類・地震分類
チェプラーノにおけるイタリアの気候分類 (it) および度日は、zona C, 1324 GGである。
また、イタリアの地震リスク階級 (it) では、zona 2B (sismicità media) に分類される。

## 行政

### 分離集落
チェプラーノには、以下の分離集落（フラツィオーネ）がある。
- Montecitorio, Stazione, Pennea, Campo Le Monache, Caragno, Ponterotto, Colle Frattuccio, Zingardama, Capocroce, Fontana Cialeo